# Hörbuch!com
Hörbuch!com ist ein deutscher Hörbuchverlag mit Sitz in Halle (Saale), Sachsen-Anhalt.

## Geschichte
Der Verlag entstand in Folge einer Zusammenarbeit der Martin-Luther-Universität Halle-Wittenberg mit der Hanbat National University aus Südkorea im Jahr 2016 und etablierte ab 2017 im mitteldeutschen Raum eine Hörbuchplattform für Sachbücher und Ratgeber. Das Angebot wurde später um Hörbücher der Kategorien Belletristik und Jugendliteratur erweitert.
Im Jahr 2019 wurde die Eigenproduktion von Hörbüchern aufgenommen. Hierbei handelt es sich um Sprachkurse für Einsteiger.

## Programm
Der Verlag hat sich auf die Konzeption und Produktion von Audio Sprachkursen spezialisiert. Die Kurse sind als Hörbuch arrangiert und gestatten damit im Unterschied zu interaktiven Programmen nur ein passives Hören. Die Hörbücher sind in den gängigen Sprachen Deutsch, Englisch, Französisch, Italienisch und Chinesisch verfügbar. Das
vermittelte Kompetenzniveau entspricht den Stufen A1 bis B1 des Gemeinsamen Europäischen Referenzrahmens.